# Vicovu de Sus
Vicovu de Sus (niem. Ober Wikow) – miasto w Rumunii, w okręgu suczawskim, w Bukowinie. Liczy 13,053 mieszkańców (2011).

## Przypisy

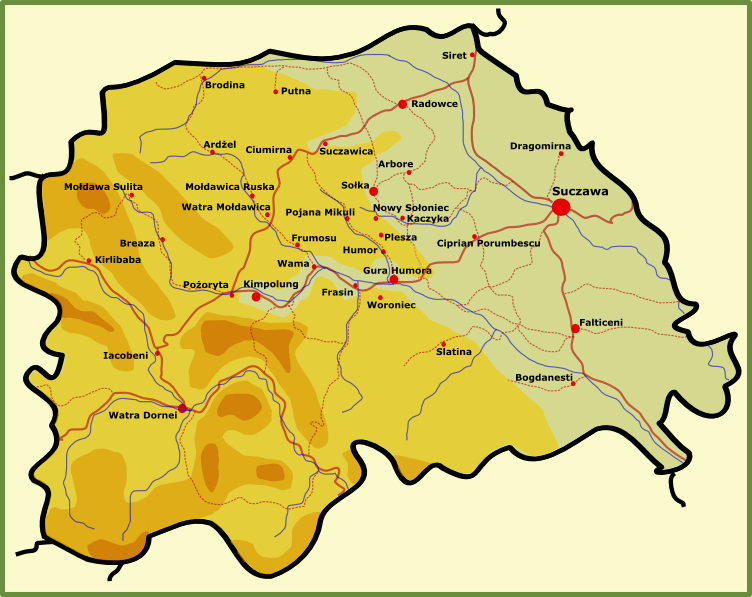
Bukowina

Dzisiejszy okręg Suczawa, z zaznaczoną Bukowiną południową

## Współpraca
Miejscowość partnerska:
- Schaerbeek, Belgia